# دی‌تی‌ام
دویچه تورن‌واگن مسترز (به آلمانی: Deutsche Tourenwagen Masters) که با نام کوتاه شده دی‌تی‌ام شناخته می‌شود سری مسابقات اتومبیلرانی ورزشی است که در آلمان و چند کشور دیگر اروپایی برگزار می‌شود. این مسابقات در حال حاضر نسخه اصلاح شده‌ای از اتومبیل‌های گرند تورینگ یا گروه جی‌تی۳ را به عنوان خودروی‌های مسابقه‌ای استفاده می‌کند که جایگزین اتومبیل‌های تور کلاس ۱ در سالهای قبل شده است.
از سال ۲۰۰۰ تا ۲۰۲۰، مسابقات دی تی ام جدید که با نام دویچه تورنواگن مایسترشافت (قهرمانی اتومبیل‌های تور آلمان) شناخت می‌شد و آی تی سی (قهرمانی بین‌المللی اتومبیل‌های توریستی) را که پس از سال ۱۹۹۶ به دلیل هزینه‌های بالا متوقف شده بود، ادامه داد.

## تاریخچه

### نسل جدید (۲۰۰۰)

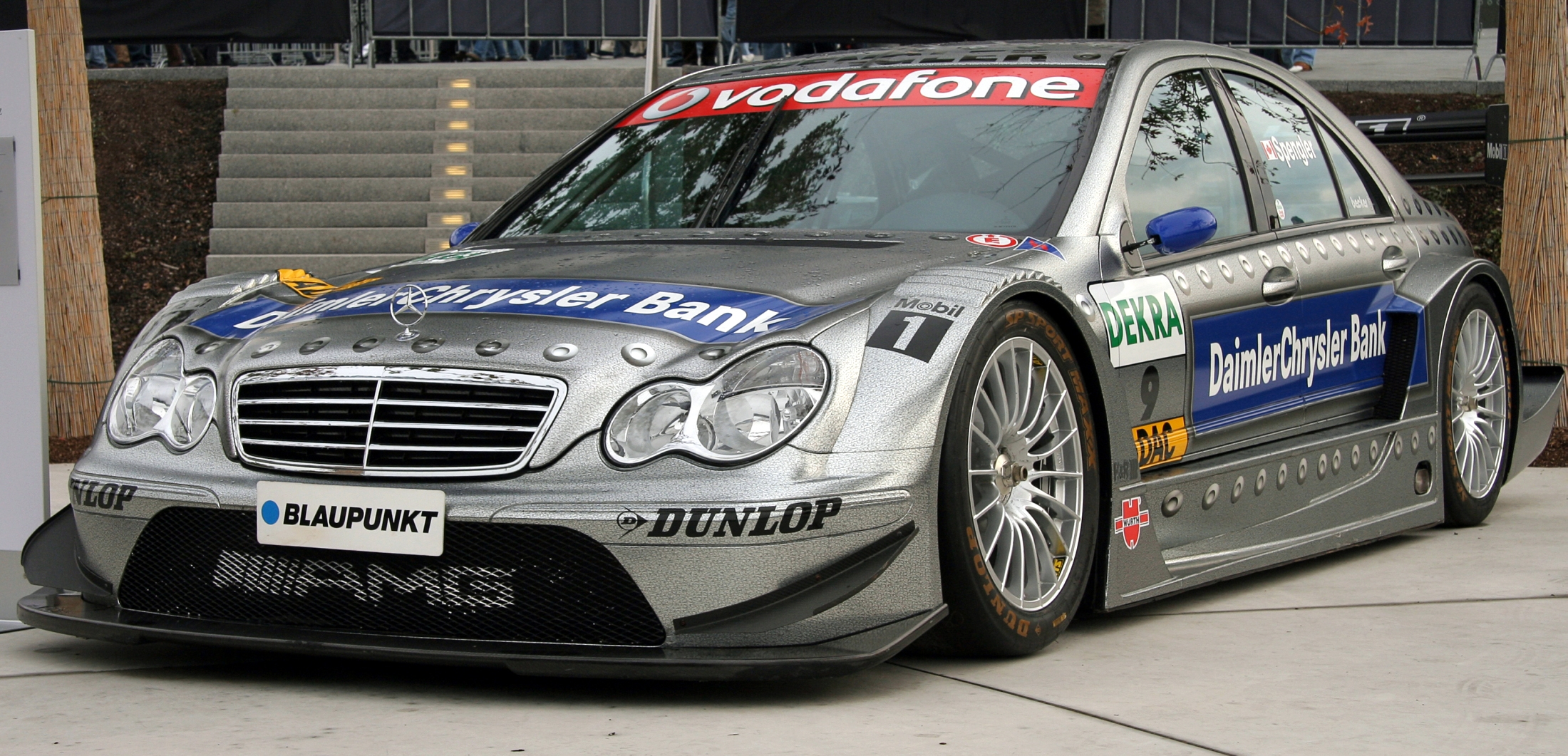
خودرو مرسدس در سال ۲۰۰۶ دی‌تی‌ام

در دوران برگزاری ای تی سی، بخش بزرگی از درآمد حاصل از مسابقات قهرمانی به سازمان برگزاری مسابقات جهانی فیا می‌رفت که منجر به شکایت تیم‌ها در رابطه با بازدهی اندک سرمایه‌گذاری زیاد آنها بود شد.
از سال ۱۹۹۷، ایده‌های زیادی برای یافتن راه جدیدی برای قوانین سری جدید مسابقه دی‌تی‌ام مورد بحث قرار گرفت.
اوپل تأکید اولیه را بر کنترل هزینه داشت، مرسدس بنز بنز از توسعه با بودجه بالا برای رقابت جذاب هر حمایت می‌کرد، بی ام و در تلاش بود سری مسابقات بین‌المللی را به جای تمرکز بر آلمان به بیاورد، در حالی که آئودی اصرار داشت که علامت تجاری سیستم چهارچرخ محرک کواترو (با وجود چرخش چرخ عقب) را مجاز کند. برای حضور آئودی ار ۸ را در مسابقات اتومبیلرانی)
.

## (۲۰۰۰–۲۰۰۳)

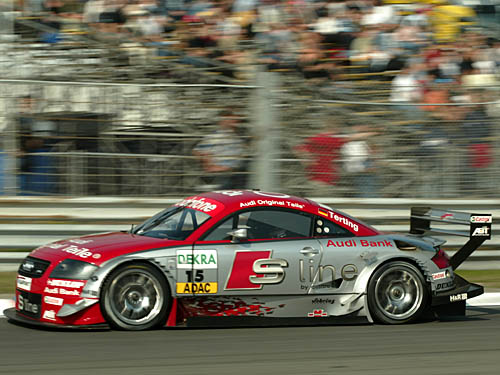
آئودی تی تی در مسابقات دی‌تی‌ام، ۲۰۰۳

در ماه مه سال ۲۰۰۰، دی‌تی‌ام جدید با راند سنتی هوکنهایم رینگ شروع شد.
برخی از خودروهایی که در این مسابقه شرکت می‌کردند، اسپانسرهای مالی نداشتند یا تعداد کمی داشتند.
در حالی که خودروهای اوپل می‌توانستند با اکثر خودروهای مرسدس در فصل ۲۰۰۰ رقابت کنند، آئودی با عجله در توسعه از رقابت قهرمانی خارج شد.
از آنجایی که شکل بدنه خودرو آئودی تی تی دارای ویژگی‌های آیرودینامیکی نسبتاً ضعیفی بود، آئودی مجاز بود در سال‌های بعد از نسخه‌ای با فاصله بین دو محور و بدنه کشیده استفاده کند که موجب کسب امتیازات بیشتری نیز شد، افزایش ارتفاع بال عقب، که به آئودی تی تی ار کمک کرد تا در سال ۲۰۰۲ با لوران آیلو قهرمانی دی‌تی‌ام را به دست آورد."2003 Nurburgring DTM" (به انگلیسی). motorsport magazine.
در سال ۲۰۰۲ دی‌تی‌ام همچنین دستگاه HANS را برای افزایش ایمنی راننده و کاهش صدمات ناشی از تصادفات معرفی کرد.

## آئودی در دی‌تی‌ام

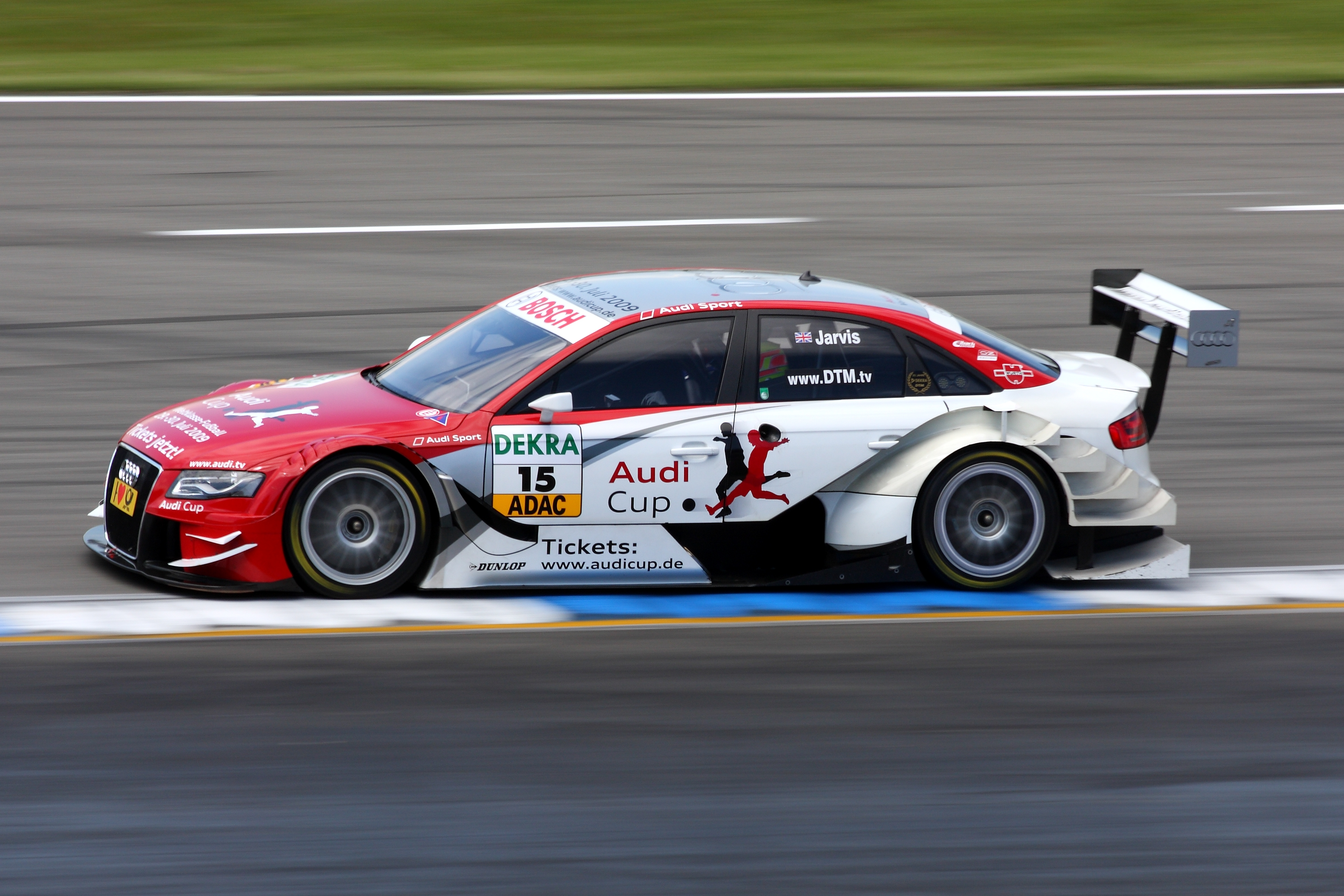
خودرو ای۴ آئوذی به رانندگی اولیور جارویس

آئودی پس از موفقیت‌های خود با آئودی آر ۸ و پشتیبانی رسمی از تیم ای‌بی‌تی در نوربرگ رینگ، سرانجام در سال ۲۰۰۴ به دی‌تی‌ام به عنوان شرکت کننده رسمی پیوست.
آئودی بلافاصله در سال ۲۰۰۴ با راننده سوئدی ماتیاس اکستروم، که در حال حاضر یک کهنه‌کار قدیمی این ورزش است، موفق شد و برای اولین بار قهرمان سری دی‌تی‌ام شود.

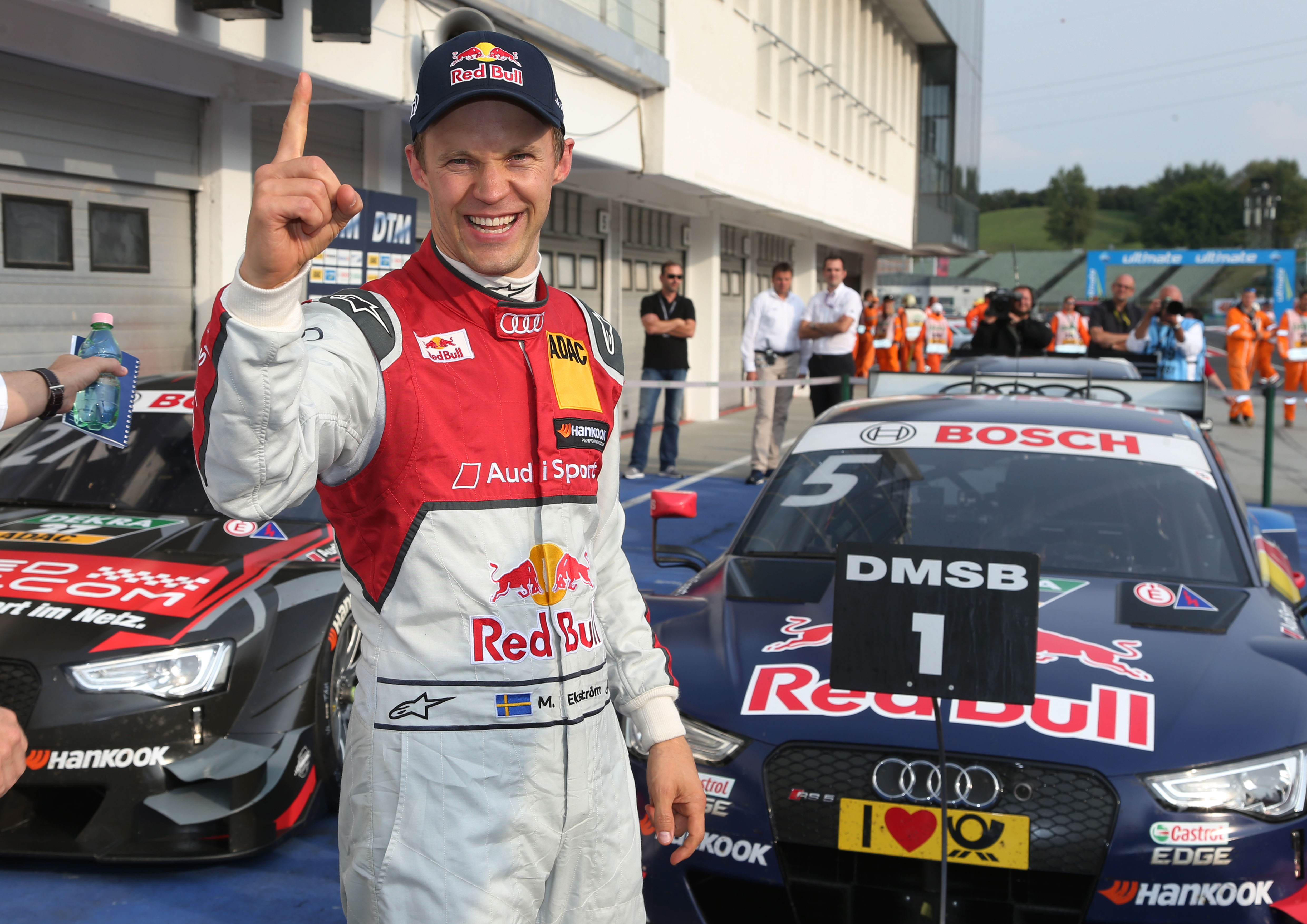
ماتیاس اکستروم، دی‌تی‌ام مسابقه بوداپست ۲۰۱۶

## دی‌تی‌ام در ۲۰۰۵–۲۰۰۶

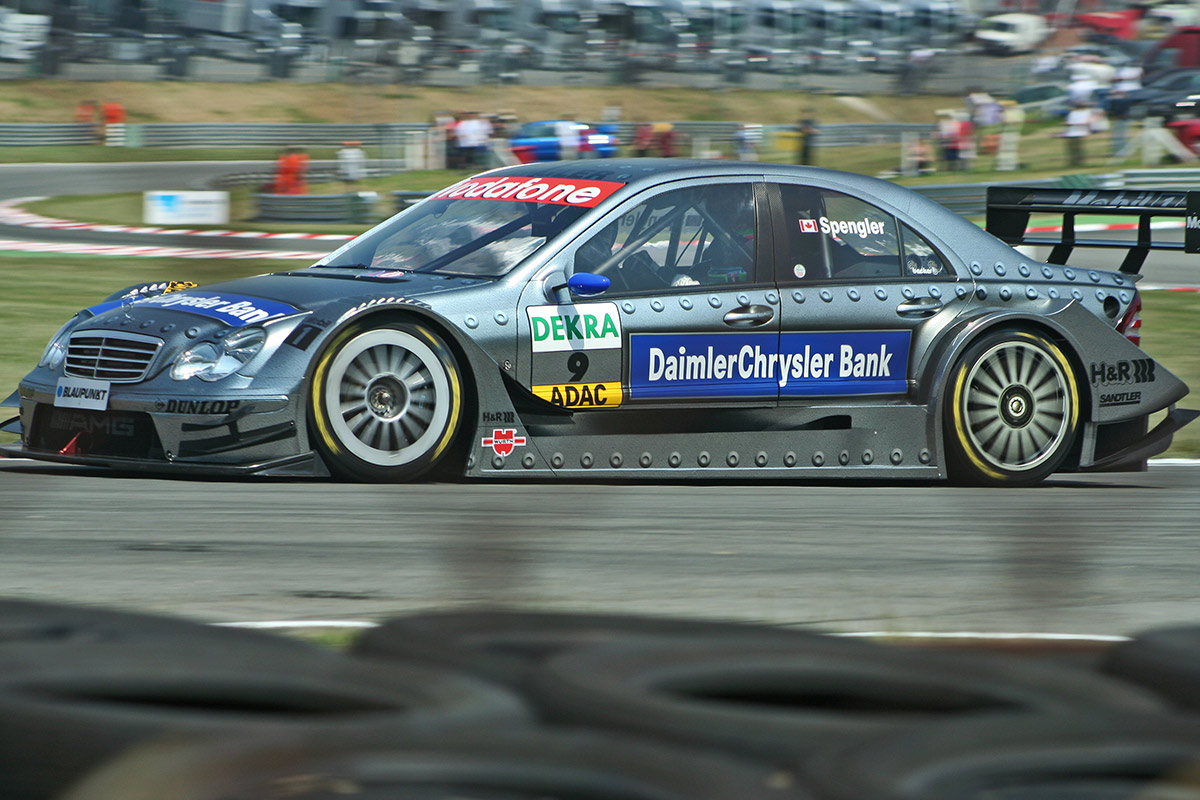
دی‌تی‌ام، مسابقه برندز هچ، برونو اسپنگلر ۲۰۰۶

این مسابقات در سال ۲۰۰۴ با شکست مواجه شد، زمانی که شرکت قدیمی اوپل تصمیم گرفت در پایان فصل ۲۰۰۵، به عنوان بخشی از یک عملیات کاهش هزینه‌های بزرگ در بخش اروپایی جنرال موتورز، از این مسابقات خارج شود.
در ابتدا، به نظر می‌رسید که این شکاف توسط ام‌جی روور پر شود، اما برنامه‌های آن‌ها برای ورود به این سری داشتند پس از سقوط سهام شرکت در آوریل ۲۰۰۵ لغو شد در نتیجه، آئودی و مرسدس هر کدام در سال ۲۰۰۶ با ۱۰ خودرو به مسابقات آمدند.
اما مشکل اصلی قراداد تلویزیونی بود که ایستگاه تلویزیونی بزرگ آلمانی ای‌اردی(ARD) برای ادامه همکاری نیاز به بودن سه کمپانی بزرگ در این مسابقات داشت.

## دی‌تی‌ام ۲۰۰۷–۲۰۱۳

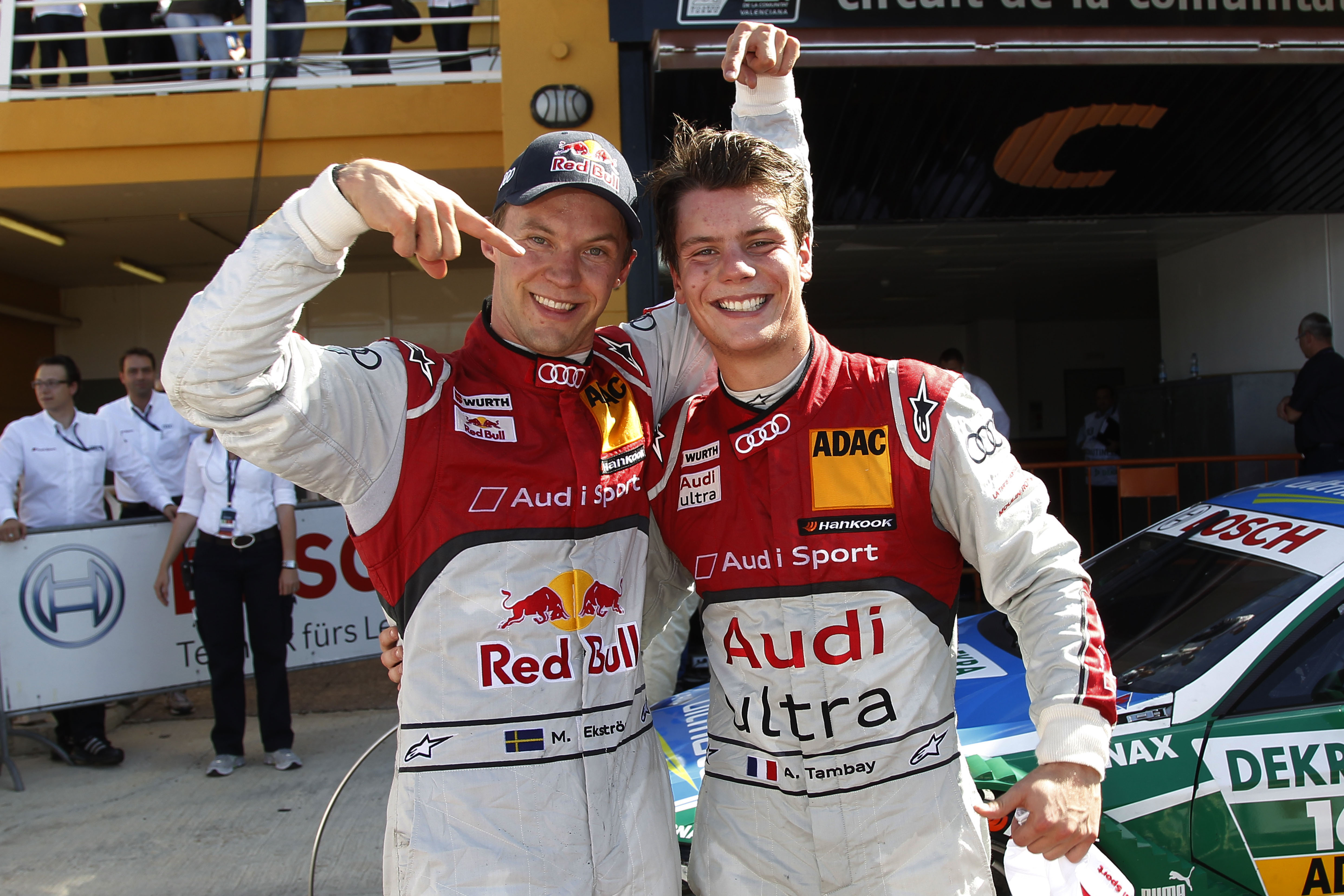
رانندگان آئودی در سال ۲۰۱۲، ماتیاس اکستروم سمت چپ و آدرین تمبی

دی‌تی‌ام با وجود توافق تلویزیونی که سه سازنده را ملزم به شرکت در مسابقات می‌کرد، تنها با دو سازنده ادامه یافت.
فصل ۲۰۰۷–۲۰۰۹ با تسلط آئودی ادامه یافت جایی که ماتیاس اکستروم سوئدی دومین عنوان از دو عنوان خود را در سال ۲۰۰۷ به دست آورد و تیمو شیدر در دو سال بعد عنوان قهرمانی راننده را به دست آورد. مرسدس بنز در هر دو سال ۲۰۰۸ و ۲۰۰۹ نایب قهرمان شد (پل دی رستا در سال ۲۰۰۸ و گری پافت در سال ۲۰۰۹)
سرانجام در سال ۲۰۱۰، مرسدس فاصله خود را با آئودی کمتر کرد و با رانندگی دی رستا در سال ۲۰۱۰ قهرمان دی‌تی‌ام را به دست آورد.
در سال ۲۰۱۲ بی ام و پس از بیست سال غیبت به این مسابقات بازگشت و عناوین قهرمانی رانندگان، تیم و سازندگان را به دست آورد.
آئودی در سال ۲۰۱۲ خودروهای ای۴ به ای۵ تغییر و در سال ۲۰۱۳ به آر اس ۵ تغییر داد.
در سال ۲۰۱۳، سیستم کاهش درگ مشابه سیستم مورد استفاده در فرمول ۱ توسط ای‌تی‌ار برای بهبود مسابقه در دی‌تی‌ام معرفی شد.

## ۲۰۱۴ - هم‌اکنون

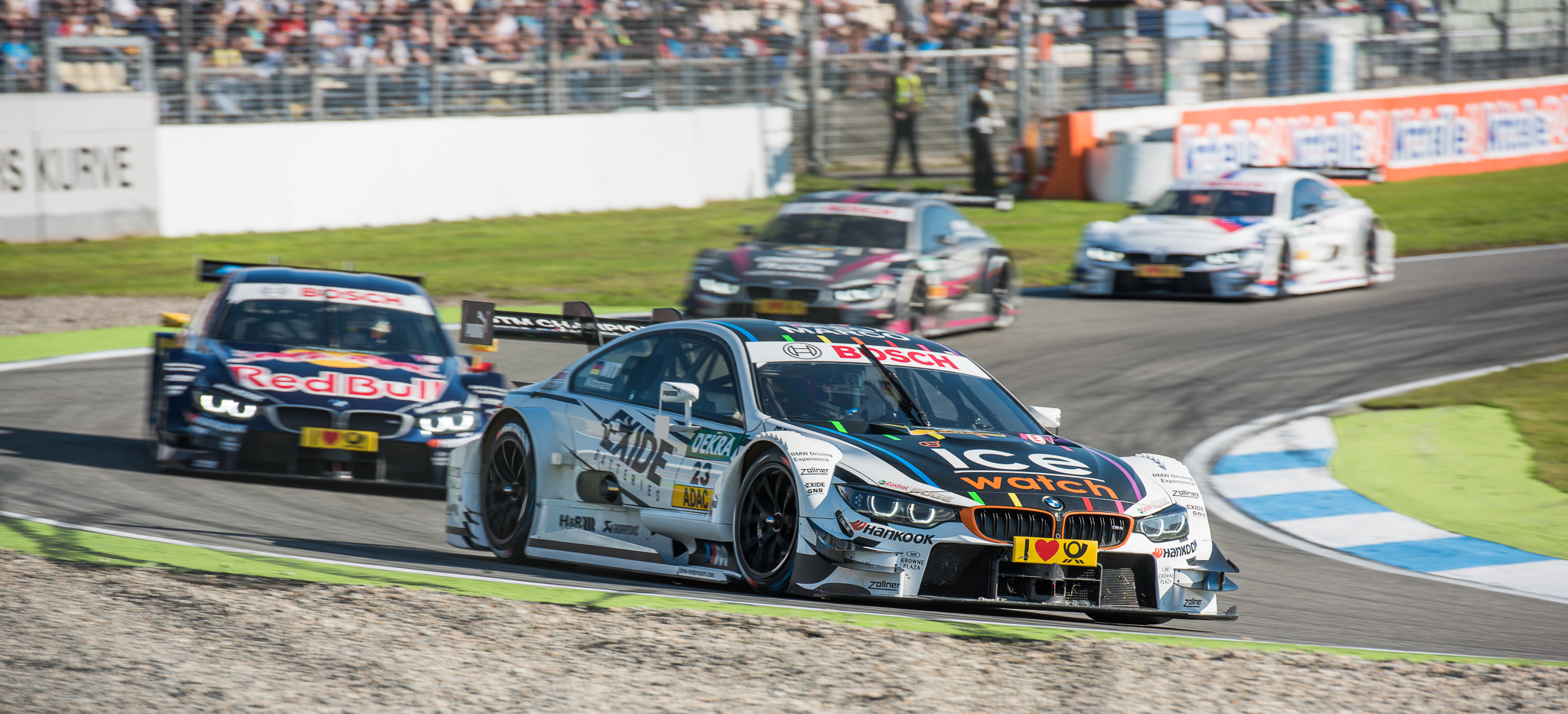
آنتونیو فلیکس دی کوستا راننده بی ام و، ۲۰۱۴

در سال ۲۰۱۴، شکل بدنه و قطعات آیرودینامیکی تمام خودروهای دی‌تی‌ام برای بهبود مسابقه اصلاح شد. مسابقات (مسابقه شنبه و یکشنبه) نیز در سال ۲۰۱۵ احیا شد، بنابراین از مسابقات با تعداد دور به مسابقات زمانی تغییر داده شد.
جلسه تعیین خط دی‌تی‌ام همچنین به یک تک جلسه ای (شبیه فرمت تعیین خط فرمول یک که از سال ۱۹۹۶ تا ۲۰۰۲ استفاده می‌شد) تغییر شکل داد، اما دی‌تی‌ام فقط یک جلسه تعیین خط ۲۰ دقیقه ای را برای مسابقات شنبه و یکشنبه اجرا می‌کرد.
در سال ۲۰۱۷، تعداد خودروهای‌های حاضر در مسابقات از ۲۴ به ۱۸ کاهش یافت تا باعث کیفیت مسابقات و کنترل هزینه‌ها برای تیم‌ها باشد.

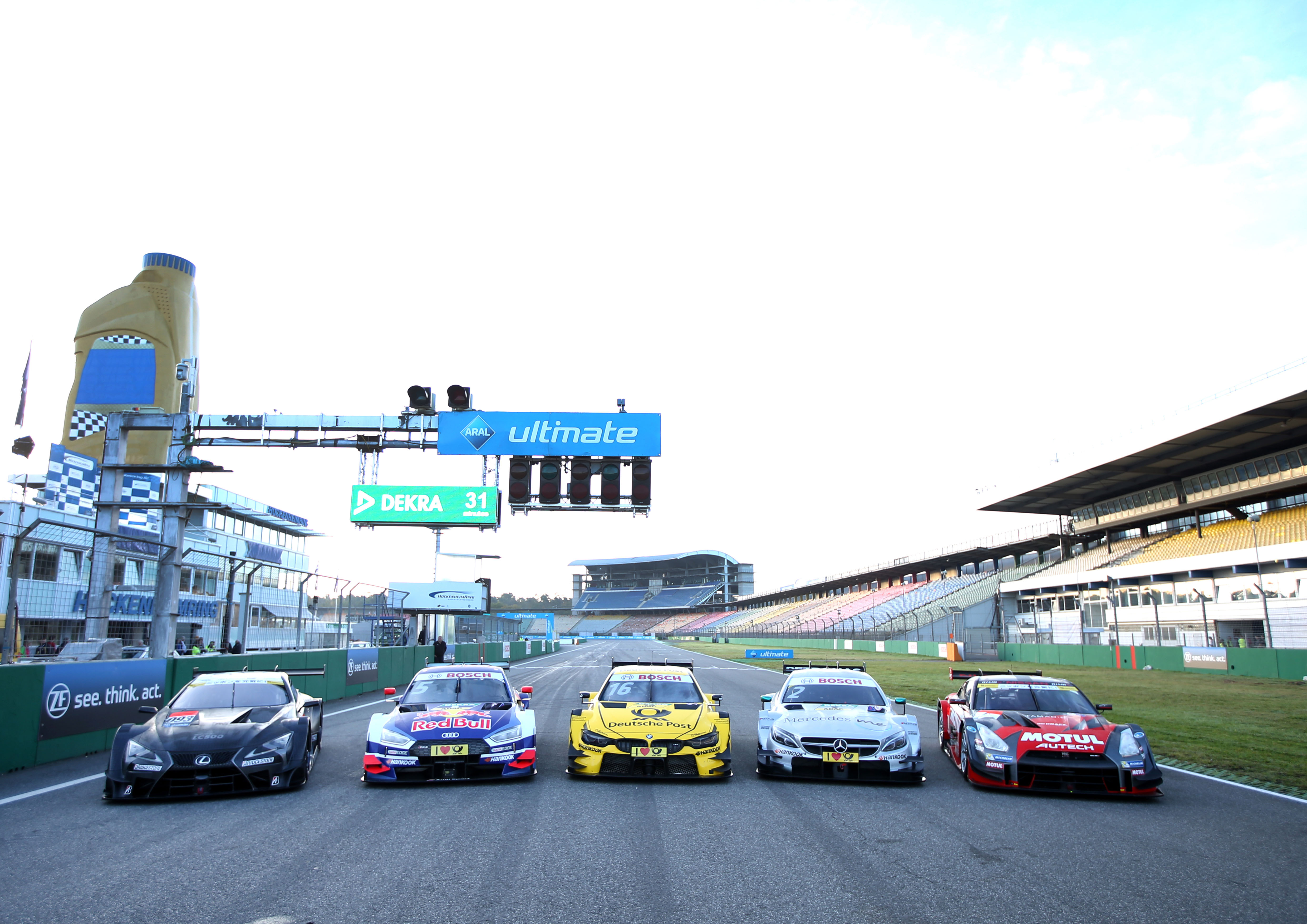
مسابقه آخر فصل ۲۰۱۷ دی‌تی‌ام، همراه با خودروهای سوپر جی تی ژاپنی

برای فصل ۲۰۱۹ مسابقات دی‌تی‌ام، موتورهای توربوشارژ برای اولین بار از سال ۱۹۸۹ به این مسابقات معرفی شد.
مرسدس پس از پایان فصل ۲۰۱۸ این مسابقات را ترک کرد.
فصل ۲۰۱۹ همچنین شاهد سه سازنده غیر آلمانی هوندا، لکسوس و نیسان بودیم که در مسابقات ژاپنی سوپر جی تی شرکت می‌کردند که به عنوان مهمان در مسابقه نهایی فصل ۲۰۱۹ دی‌تی‌ام شرکت کنند.

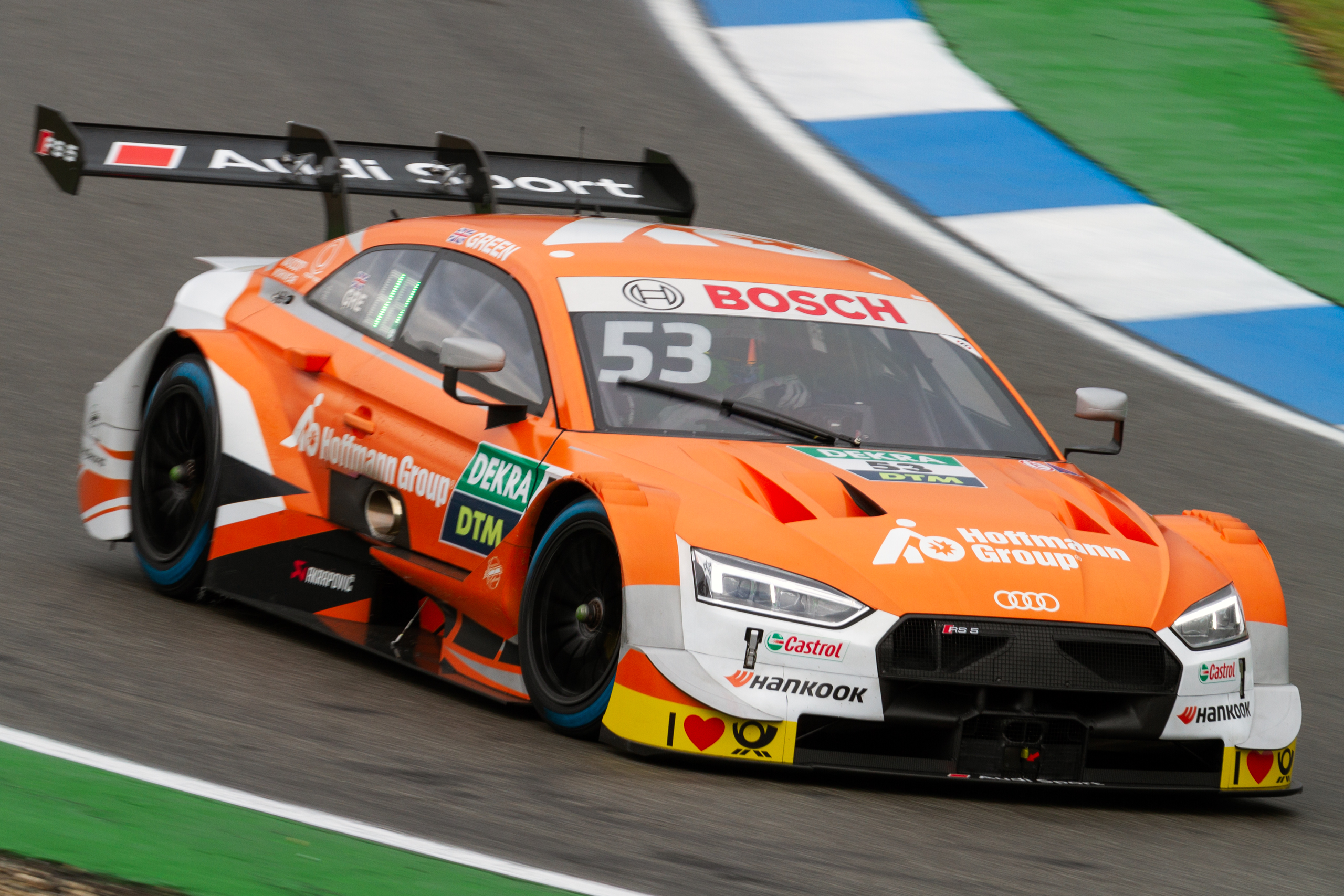
آئودی آر اس ۵ توربو با رانندگی جیمی گرین، ۲۰۱۹

## نحوه برگزاری
هنگامی که سری دی‌تی‌ام بازگشت، از یک فرمت برگزاری مشابه با فصل پایانی خود در سال ۱۹۹۶ استفاده کرد: دو مسابقه ۱۰۰ کیلومتری، با فاصله کوتاه بین آنها، در سال‌های ۲۰۰۱ و ۲۰۰۲ یک مسابقه کوتاه به طول ۳۵ کیلومتر و همچنین یک مسابقه طولانی ۱۰۰ کیلومتر برگزار می‌شد که شامل یک پیت استاپ اجباری و امتیاز برای ۱۰ نفر برتر مانند فصول قبلی بود.
از سال ۲۰۰۳ تا ۲۰۱۴ تنها یک مسابقه وجود داشت که مسافتی حدود ۲۵۰ کیلومتر و دو پیت استاپ اجباری داشت.
برای فصل ۲۰۱۵ قالب جدیدی برای برگزاری مسابقات معرفی شد.
آخر هفته مسابقه شامل مسابقات ۴۰ دقیقه ای (شنبه) و ۶۰ دقیقه ای (یکشنبه) بود. در مسابقه روز شنبه، پیت استاپ اختیاری بود در حالی که در مسابقه یکشنبه یک پیت استاپ اجباری وجود داشت و هر چهار لاستیک باید تغییر می‌کردند.
هر دو مسابقه دارای یک سیستم امتیاز دهی یکسان بودند.
در فصل ۲۰۱۷، هر دو مسابقه آخر هفته با همان فاصله ۵۵ دقیقه‌ای به علاوه یک دور کامل، با یک مسابقه در روز شنبه، دیگری در روز یکشنبه برگزار می‌شود.
در هر دو مسابقه رانندگان مجبور بودند حداقل یک بار برای تعویض لاستیک به پیت استاپ بروند.
برای فصل ۲۰۱۹ زمان محدود مسابقه از بین رفت و این مسابقات به شیوه مسابقه بر اساس تعداد دور که آخرین بار در سال ۲۰۱۴ مورد استفاده قرار گرفت بود، برگردانده شد.
با این حال، پس از مسابقه افتتاحیه فصل ۲۰۱۹، این مسابقات به دلیل مشکلات مربوط به پخش تلویزیونی مسابقه‌های ۵۵ دقیقه‌ای به علاوه یک دور را برگرداند.

### رانندگان دی‌تی‌ام

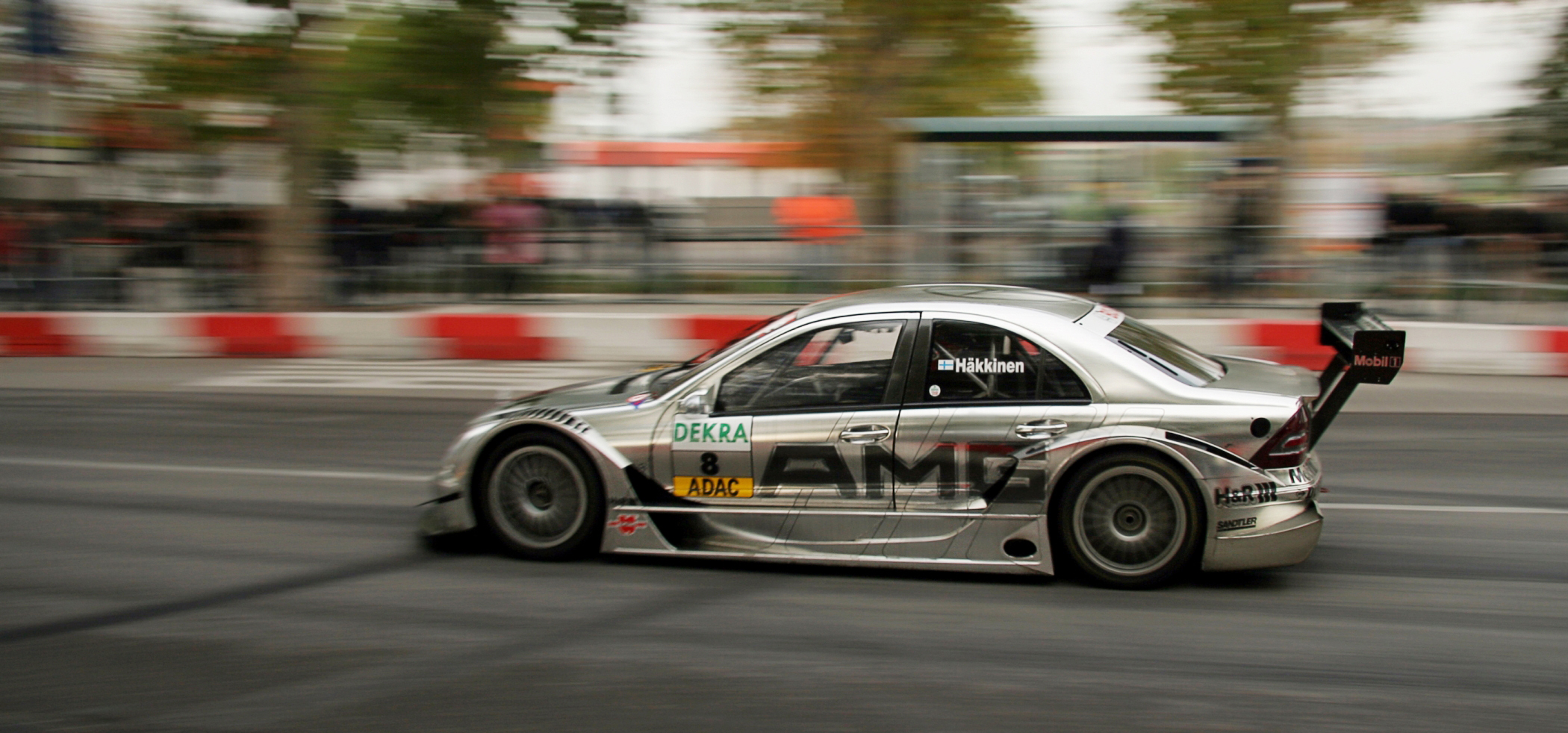
میکا هاکینندر خودرو مرسدس، دی‌تی‌ام ۲۰۰۶

رانندگان این مسابقات همیشه ترکیبی از رانندگان جوان و مسن بوده است، از جمله رانندگان معروف سابق مسابقات فرمول یک، دیوید کولتارد، برند اشنایدر، آلن مک‌نیش، ژان آلسی، هاینز-هارالد فرنتزن، رالف شوماخر، جی جی لهتو، پدرو لامی، کارل وندلینگر، امانوئل پیررو، استفانو مودنا، و قهرمان دو دوره فرمول یک میکا هاکینن.
و رابرت کوبیکا برنده سابق گرندپری کانادا در فرمول یک در سال ۲۰۰۸.

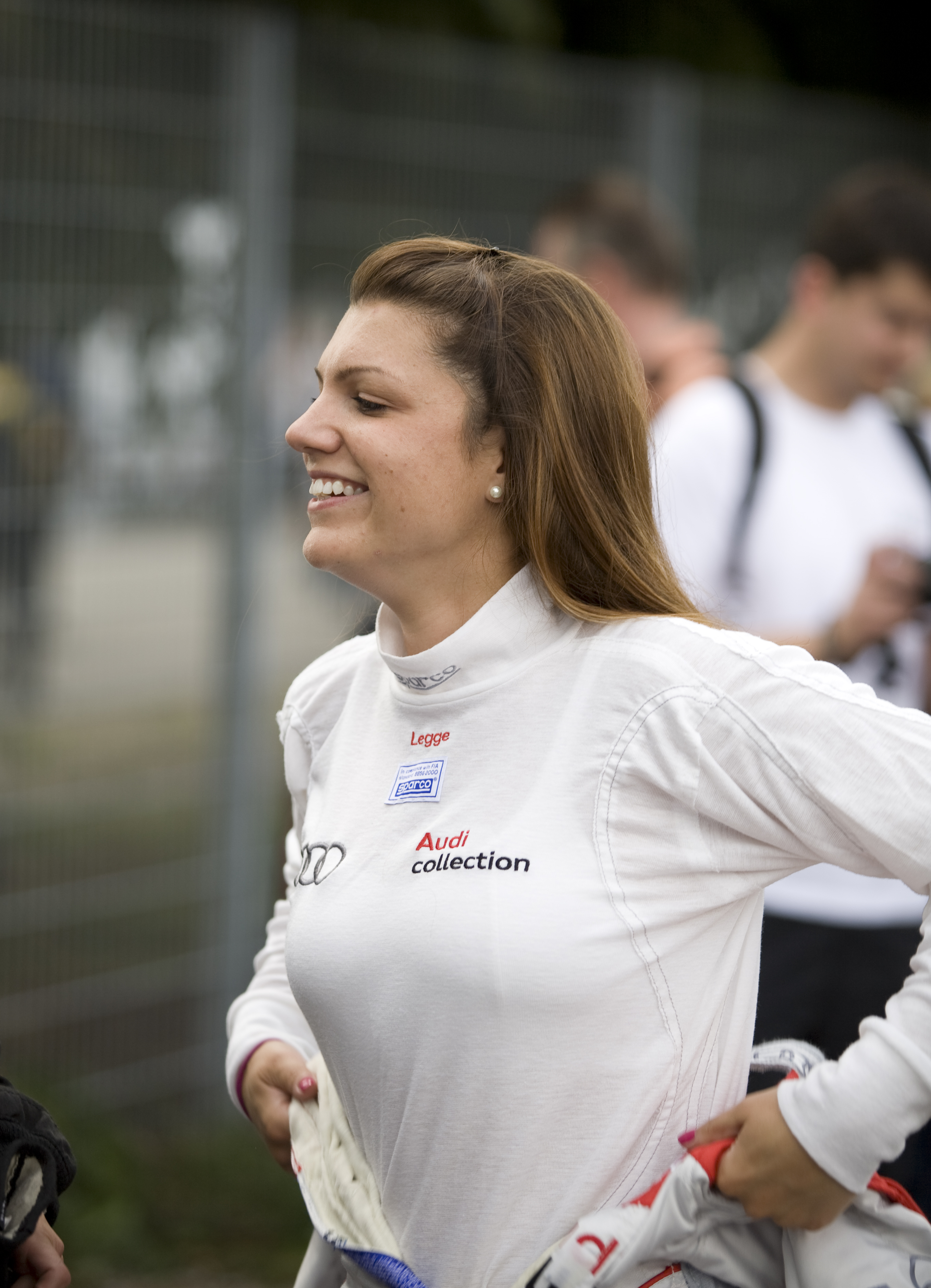
کاترین لگ در مسابقات دی‌تی‌ام

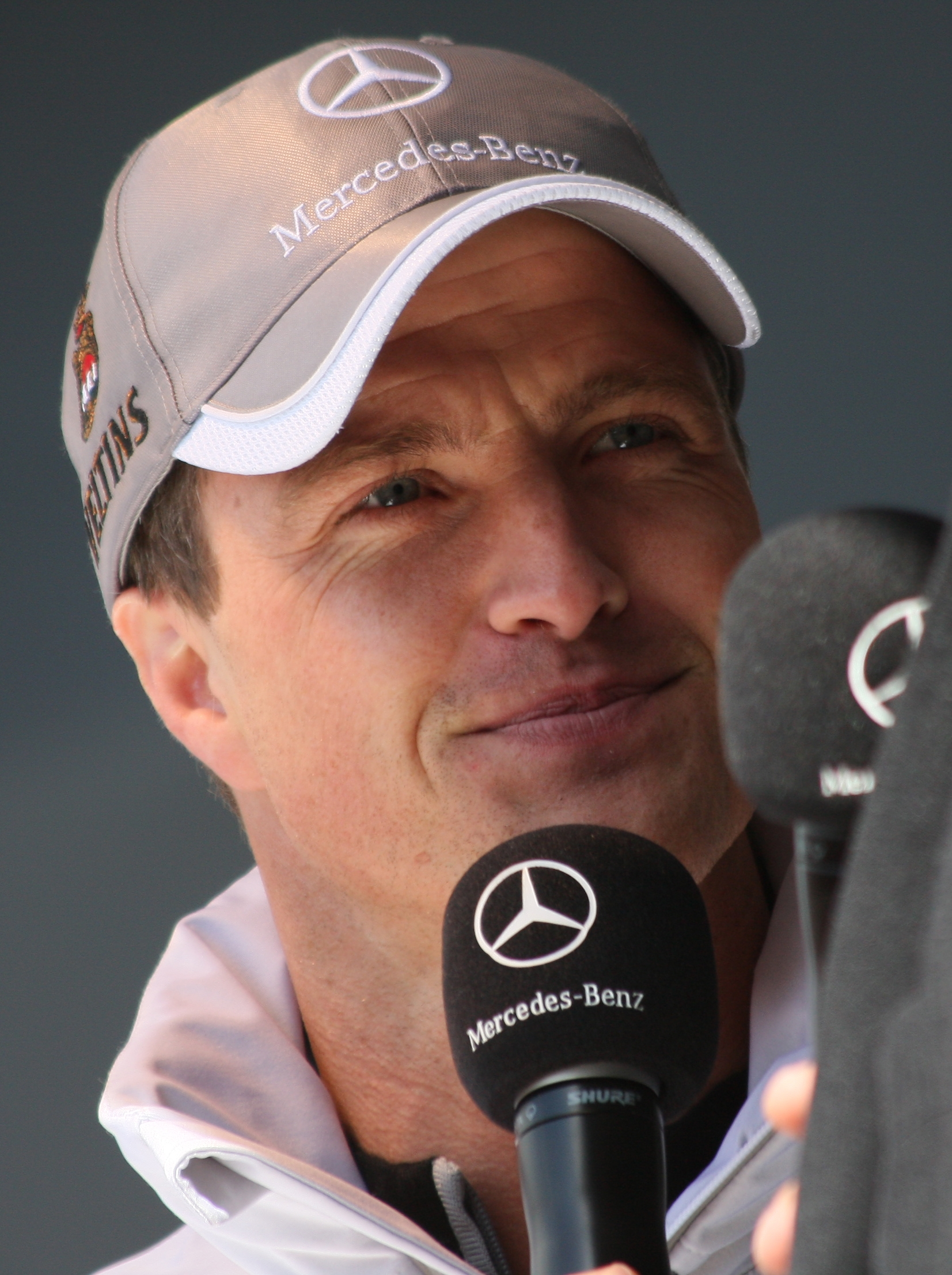
رالف شوماخر برادر اسطوره و قهرمان هفت بار جهان مایکل شوماخر در سال ۲۰۰۸ دی‌تی‌ام

### تایر
میشلن از سال ۲۰۲۱ شریک لاستیک دی‌تی‌ام بوده و نام تجاری Pilot Sport GT S9M را دارد.
لاستیک‌های پیرلی از زمانی که آداک مدیریت مسابقات دی‌تی‌ام را به دست گرفت، مورد استفاده قرار گرفته است.

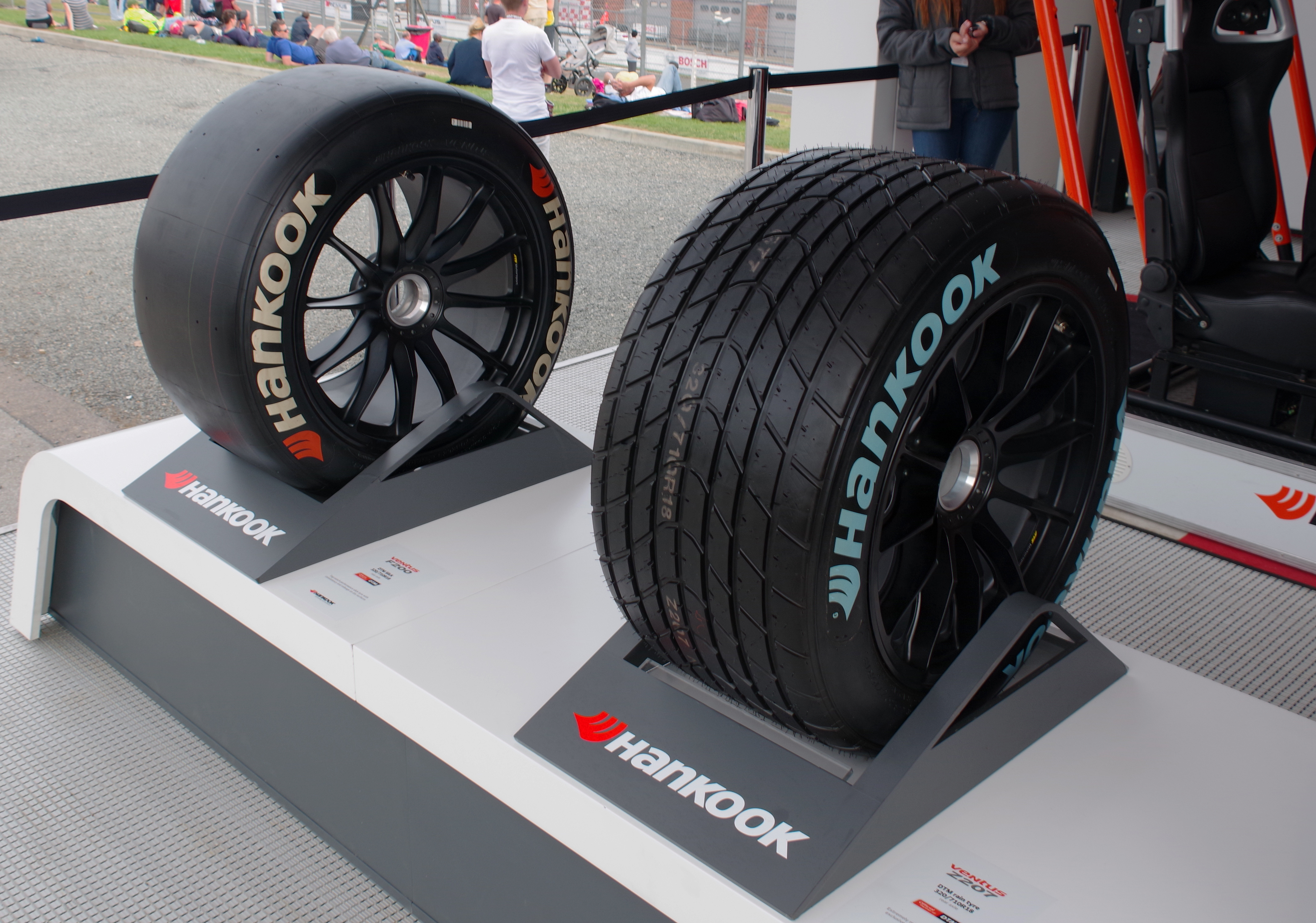
تایر هانکوک در سال ۲۰۱۸

### نحوه امتیاز دهی

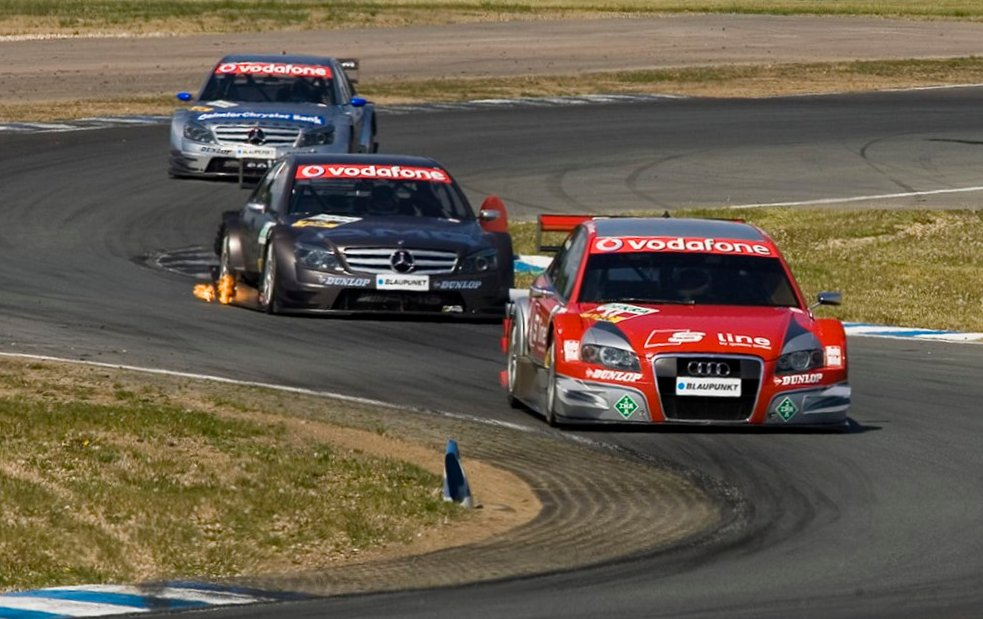
Oschersleben 2007: Rockenfeller, Häkkinen and Spengler

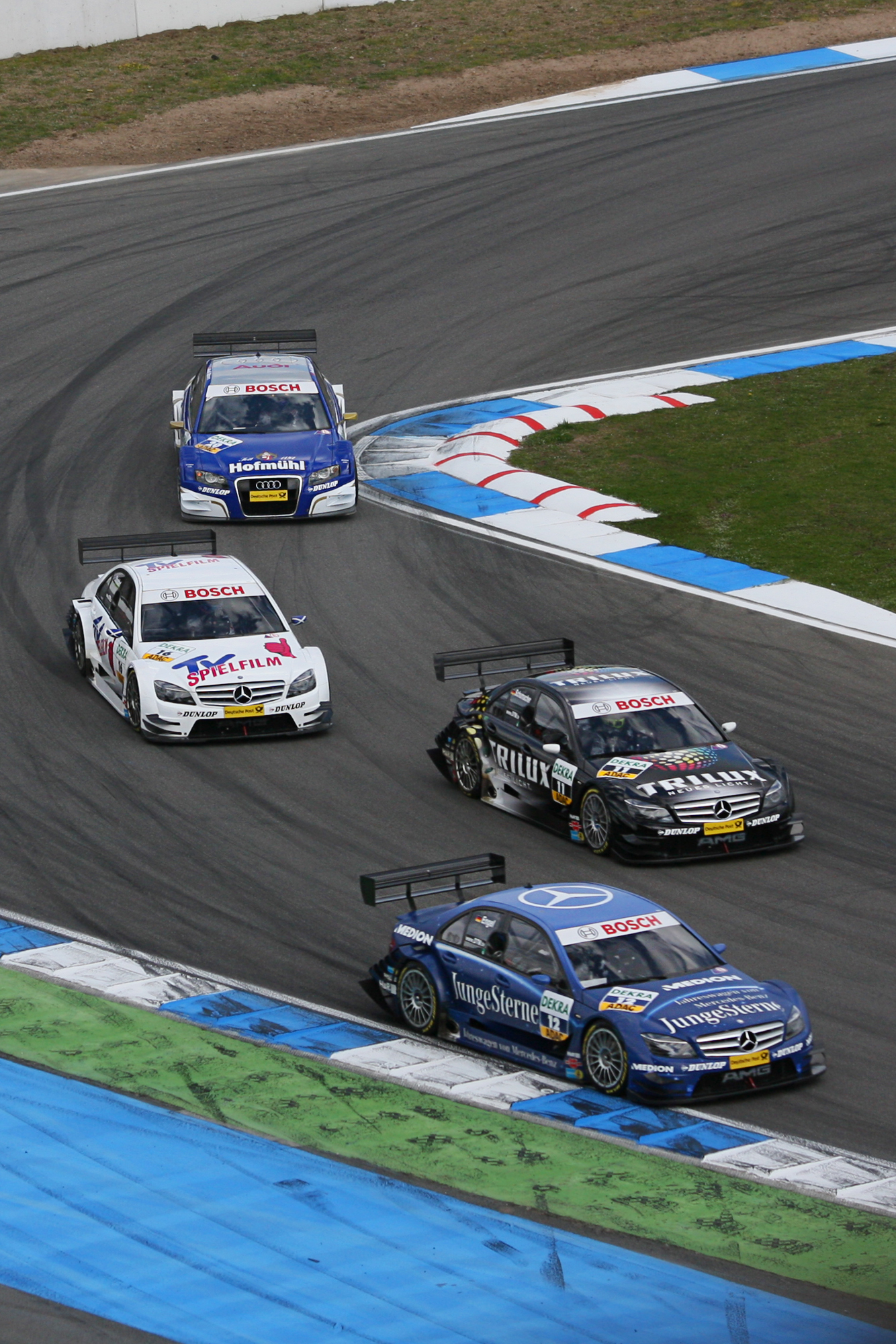
Hockenheimring, April 2008

این تکامل تاریخچه سیستم امتیازدهی امتیاز دی‌تی‌ام از زمان تولد دوباره در سال ۲۰۰۰ است.
| جایگاه   | اول | دوم | سوم | چهارم | پنجم | ششم | هفتم | هشتم | نهم | دهم |
| امتیازات | ۲۰  | ۱۵  | ۱۲  | ۱۰    | ۸    | ۶   | ۴    | ۳    | ۲   | ۱   |

۲۰۰۱
| امتیازات مسابقه کوتاه | امتیازات مسابقه کوتاه | امتیازات مسابقه کوتاه | امتیازات مسابقه کوتاه |
| --------------------- | --------------------- | --------------------- | --------------------- |
| جایگاه                | اول                   | دوم                   | سوم                   |
| امتیازات              | ۳                     | ۲                     | ۱                     |

| امتیازات مسابقه طولانی | امتیازات مسابقه طولانی | امتیازات مسابقه طولانی | امتیازات مسابقه طولانی | امتیازات مسابقه طولانی | امتیازات مسابقه طولانی | امتیازات مسابقه طولانی | امتیازات مسابقه طولانی | امتیازات مسابقه طولانی | امتیازات مسابقه طولانی | امتیازات مسابقه طولانی |
| ---------------------- | ---------------------- | ---------------------- | ---------------------- | ---------------------- | ---------------------- | ---------------------- | ---------------------- | ---------------------- | ---------------------- | ---------------------- |
| جایگاه                 | اول                    | دوم                    | سوم                    | چهارم                  | پنجم                   | ششم                    | هفتم                   | هشتم                   | نهم                    | دهم                    |
| امتیازات               | ۲۰                     | ۱۵                     | ۱۲                     | ۱۱۰                    | ۸                      | ۶                      | ۴                      | ۳                      | ۲                      | ۱                      |

۲۰۰۲
| امتیازات مسابقه کوتاه | امتیازات مسابقه کوتاه | امتیازات مسابقه کوتاه | امتیازات مسابقه کوتاه |
| --------------------- | --------------------- | --------------------- | --------------------- |
| جایگاه                | اول                   | دوم                   | سوم                   |
| امتیازات              | ۳                     | ۲                     | ۱                     |

| جایگاه   | اول | دوم | سوم | چهارم | پنجم | ششم |
| امتیازات | ۱۰  | ۶   | ۴   | ۳     | ۲    | ۱   |

۲۰۰۳–۲۰۱۱
| جایگاه   | اول | دوم | سوم | چهارم | پنجم | ششم | هفتم | هشتم |
| امتیازات | ۱۰  | ۸   | ۶   | ۵     | ۴    | ۳   | ۲    | ۱    |

۲۰۱۲–۲۰۱۴
| جایگاه   | اول | دوم | سوم | چهارم | پنجم | ششم | هفتم | هشتم | نهم | دهم |
| امتیازات | ۲۵  | ۱۸  | ۱۵  | ۱۲    | ۱۰   | ۸   | ۶    | ۴    | ۲   | ۱   |

| امتیازات برای هر دو مسابقه محاسبه می‌شود | امتیازات برای هر دو مسابقه محاسبه می‌شود | امتیازات برای هر دو مسابقه محاسبه می‌شود | امتیازات برای هر دو مسابقه محاسبه می‌شود | امتیازات برای هر دو مسابقه محاسبه می‌شود | امتیازات برای هر دو مسابقه محاسبه می‌شود | امتیازات برای هر دو مسابقه محاسبه می‌شود | امتیازات برای هر دو مسابقه محاسبه می‌شود | امتیازات برای هر دو مسابقه محاسبه می‌شود | امتیازات برای هر دو مسابقه محاسبه می‌شود | امتیازات برای هر دو مسابقه محاسبه می‌شود |
| --------------------------------------- | --------------------------------------- | --------------------------------------- | --------------------------------------- | --------------------------------------- | --------------------------------------- | --------------------------------------- | --------------------------------------- | --------------------------------------- | --------------------------------------- | --------------------------------------- |
| جایگاه                                  | اول                                     | دوم                                     | سوم                                     | چهارم                                   | پنجم                                    | ششم                                     | هفتم                                    | هشتم                                    | نهم                                     | دهم                                     |
| امتیازات                                | ۲۵                                      | ۱۸                                      | ۱۵                                      | ۱۲                                      | ۱۰                                      | ۸                                       | ۶                                       | ۴                                       | ۲                                       | ۱                                       |

۲۰۲۳ - هم‌اکنون
| امتیازات برای هر دو مسابقه | امتیازات برای هر دو مسابقه | امتیازات برای هر دو مسابقه | امتیازات برای هر دو مسابقه | امتیازات برای هر دو مسابقه | امتیازات برای هر دو مسابقه | امتیازات برای هر دو مسابقه | امتیازات برای هر دو مسابقه | امتیازات برای هر دو مسابقه | امتیازات برای هر دو مسابقه | امتیازات برای هر دو مسابقه | امتیازات برای هر دو مسابقه | امتیازات برای هر دو مسابقه | امتیازات برای هر دو مسابقه | امتیازات برای هر دو مسابقه | امتیازات برای هر دو مسابقه |
| -------------------------- | -------------------------- | -------------------------- | -------------------------- | -------------------------- | -------------------------- | -------------------------- | -------------------------- | -------------------------- | -------------------------- | -------------------------- | -------------------------- | -------------------------- | -------------------------- | -------------------------- | -------------------------- |
| جایگاه                     | اول                        | دوم                        | سوم                        | ۴ام                        | ۵ ام                       | ۶ ام                       | ۷ ام                       | ۸ ام                       | ۹ ام                       | ۱۰ ام                      | ۱۱ ام                      | ۱۲ ام                      | ۱۳ ام                      | ۱۴ ام                      | پانزدهم                    |
| امتیازات                   | ۲۵                         | ۲۰                         | ۱۶                         | ۱۳                         | ۱۱                         | ۱۰                         | ۹                          | ۸                          | ۷                          | ۶                          | ۵                          | ۴                          | ۳                          | ۲                          | ۱                          |

| جایگاه در تعیین خط | اول | دوم | سوم |
| امتیازات           | ۳   | ۲   | ۱   |

در صورت تساوی امتیازات در پایان فصل، قهرمان را بر اساس بیشترین رتبه اول تعیین می‌کند.

اگر باز هم مساوی باشد، دی‌تی‌ام قهرمان را با بیشترین رتبه دوم و سپس بیشترین مقام سوم و غیره تعیین می‌کند تا زمانی که یک قهرمان مشخص شود.

## قهرمانان

### رانندگان
| فصل        | قهرمان                                  | تیم                                     | خودرو قهرمان                            | قهرمان سازندگان                         |
| ---------- | --------------------------------------- | --------------------------------------- | --------------------------------------- | --------------------------------------- |
| ۱۹۸۴– ۱۹۹۶ | ورژن دیگری از مسابقات برگزار می‌شده است. | ورژن دیگری از مسابقات برگزار می‌شده است. | ورژن دیگری از مسابقات برگزار می‌شده است. | ورژن دیگری از مسابقات برگزار می‌شده است. |
| ۱۹۹۷– ۱۹۹۹ | برگزار نشد                              | برگزار نشد                              | برگزار نشد                              | برگزار نشد                              |
| ۲۰۰۰       | برند اشنایدر                            | اچ دبلیو ای تیم                         | مرسدس بنز                               | مرسدس بنز                               |
| ۲۰۰۱       | برند اشنایدر (۲)                        | اچ دبلیو ای تیم                         | مرسدس بنز                               | مرسدس بنز                               |
| ۲۰۰۲       | لورن آچلو                               | ای‌بی‌تی اسپورتس‌لاین                      | آئودی                                   | مرسدس بنز                               |
| ۲۰۰۳       | برند اشنایدر (۳)                        | اچ دبلیو ای تیم                         | مرسدس بنز                               | مرسدس بنز                               |
| ۲۰۰۴       | ماتیاس اکستروم                          | ای‌بی‌تی اسپورتس‌لاین                      | آئودی                                   | آئودی                                   |
| ۲۰۰۵       | گری پافت                                | اچ دبلیو ای تیم                         | مرسدس بنز                               | مرسدس بنز                               |
| ۲۰۰۶       | برند اشنایدر (۴)                        | اچ دبلیو ای تیم                         | مرسدس بنز                               | مرسدس بنز                               |
| ۲۰۰۷       | ماتیاس اکستروم (۲)                      | ای‌بی‌تی اسپورتس‌لاین                      | آئودی                                   | آئودی                                   |
| ۲۰۰۸       | تیمو شایدر                              | ای‌بی‌تی اسپورتس‌لاین                      | آئودی                                   | مرسدس بنز                               |
| ۲۰۰۹       | تیمو شایدر (۲)                          | ای‌بی‌تی اسپورتس‌لاین                      | آئودی                                   | مرسدس بنز                               |
| ۲۰۱۰       | پاول دی رستا                            | اچ دبلیو ای تیم                         | مرسدس بنز                               | مرسدس بنز                               |
| ۲۰۱۱       | مارتین تامسزیک                          | فونیکس ریسینگ                           | آئودی                                   | آئودی                                   |
| ۲۰۱۲       | برونو اسپنگلر                           | اشنیتزر موتوراسپورت                     | بی ام و                                 | بی ام و                                 |
| ۲۰۱۳       | مایک راکنفلر                            | فونیکس ریسینگ                           | آئودی                                   | بی ام و                                 |
| ۲۰۱۴       | مارکو ویتمن                             | تیم ار ام جی                            | بی ام و                                 | آئودی                                   |
| ۲۰۱۵       | پاسکال وهرلین                           | اچ دبلیو ای تیم                         | مرسدس بنز                               | بی‌ام‌و                                   |
| ۲۰۱۶       | مارکو ویتمن (۲)                         | تیم ار ام جی                            | بی ام و                                 | آئودی                                   |
| ۲۰۱۷       | رنه راست                                | تیم روزبرگ                              | آئودی                                   | آئودی                                   |
| ۲۰۱۸       | گری پافت (۲)                            | اچ دبلیو ای تیم                         | مرسدس بنز                               | مرسدس بنز                               |
| ۲۰۱۹       | رنه راست (۲)                            | تیم روزبرگ                              | آئودی                                   | آئودی                                   |
| ۲۰۲۰       | رنه راست (۳)                            | تیم روزبرگ                              | آئودی                                   | آئودی                                   |
| ۲۰۲۱       | ماکسیمیلیان گوتز                        | تیم اچ ار تی                            | مرسدس بنز                               | مرسدس بنز                               |
| ۲۰۲۲       | شلدون ون در لیند                        | شوبرت موتوراسپورت                       | بی ام و                                 | آئودی                                   |
| ۲۰۲۳       | توماس پراینینگ                          | مانتی ای‌ام‌ای                            | پورشه                                   | پورشه                                   |

## رکوردها

### بیشترین قهرمانی

#### رانندگان
|   | راننده            | تعداد کلی قهرمانی | دی‌تی‌ام (۱۹۸۴–۱۹۹۵) | آی‌تی‌سی (۱۹۹۵–۱۹۹۶) | دی‌تی‌ام (از ۲۰۰۰) | فصل                                                  |
| - | ----------------- | ----------------- | ------------------ | ------------------ | ---------------- | ---------------------------------------------------- |
| ۱ | برند اشنایدر      | ۶                 | ۱                  | ۱                  | ۴                | ۱۹۹۵ (دی‌تی‌ام), ۱۹۹۵ (آی‌تی‌سی), ۲۰۰۰, ۲۰۰۱, ۲۰۰۳, ۲۰۰۶ |
| ۲ | کلاوس لودویگ      | ۳                 | ۳                  | -                  | -                | ۱۹۸۸, ۱۹۹۲, ۱۹۹۴                                     |
| = | رنه راست          | ۳                 | -                  | -                  | ۳                | ۲۰۱۷, ۲۰۱۹, ۲۰۲۰                                     |
| ۴ | ماتیاس اکستروم    | ۲                 | -                  | -                  | ۲                | ۲۰۰۴, ۲۰۰۷                                           |
| = | گری پافت          | ۲                 | -                  | -                  | ۲                | ۲۰۰۵, ۲۰۱۸                                           |
| = | تیمو شایدر        | ۲                 | -                  | -                  | ۲                | ۲۰۰۸, ۲۰۰۹                                           |
| = | مارکو ویتمن       | ۲                 | -                  | -                  | ۲                | ۲۰۱۴, ۲۰۱۶                                           |
| ۷ | فولکر استرایچک    | ۱                 | ۱                  | -                  | -                | ۱۹۸۴                                                 |
| = | پر استورسون       | ۱                 | 1                  | -                  | -                | ۱۹۸۵                                                 |
| = | کورت تیم          | ۱                 | ۱                  | -                  | -                | ۱۹۸۶                                                 |
| = | اریک ون دو پول    | ۱                 | ۱                  | -                  | -                | ۱۹۸۷                                                 |
| = | روبرتو راواگلیا   | ۱                 | ۱                  | -                  | -                | ۱۹۸۹                                                 |
| = | هانس یواخیم استاک | ۱                 | ۱                  | -                  | -                | ۱۹۹۰                                                 |
| = | فرانک بیلا        | ۱                 | ۱                  | -                  | -                | ۱۹۹۱                                                 |
| = | نیکولا لارینی     | ۱                 | ۱                  | -                  | -                | ۱۹۹۳                                                 |
| = | مانوئل رویتر      | ۱                 | -                  | ۱                  | -                | ۱۹۹۶                                                 |
| = | لوران آیلو        | ۱                 | -                  | -                  | ۱                | ۲۰۰۲                                                 |
| = | پاول دی رستا      | ۱                 | -                  | -                  | ۱                | ۲۰۱۰                                                 |
| = | مارتین تامچیک     | ۱                 | -                  | -                  | ۱                | ۲۰۱۱                                                 |
| = | برونو اسپنگلر     | ۱                 | -                  | -                  | ۱                | ۲۰۱۲                                                 |
| = | مایک راکنفلر      | ۱                 | -                  | -                  | ۱                | ۲۰۱۳                                                 |
| = | پاسکال وهرلین     | ۱                 | -                  | -                  | ۱                | ۲۰۱۵                                                 |
| = | ماکسیمیلیان گوتز  | 1                 | -                  | -                  | 1                | ۲۰۲۱                                                 |
| = | شلدون ون در لیند  | ۱                 | -                  | -                  | ۱                | ۲۰۲۲                                                 |